# Lista de vereadores de Santo André da 11.ª legislatura
Esta é a lista de vereadores de Santo André da 11.ª Legislatura, período que compreende de 1.º de janeiro de 1993 até 31 de dezembro de 1996.
| 10.ª legislatura | Lista de vereadores de Santo André da 11.ª legislatura | 12.ª legislatura |

## Mesa Diretora
A composição da mesa diretora da Câmara Municipal de Santo André durante os dois biênios da 11.ª Legislatura teve a seguinte formação:
| 1.º Biênio (1993-1994) | 1.º Biênio (1993-1994)            | 2.º Biênio (1995-1996) | 2.º Biênio (1995-1996)            |
| Presidência            | Presidência                       | Presidência            | Presidência                       |
| ---------------------- | --------------------------------- | ---------------------- | --------------------------------- |
| Presidente             | Franco Masiero (PTB)              | Presidente             | Joaquim Henrique dos Santos (PTB) |
| Vice-presidente        | Dinah Zekcer (PTB)                | Vice-presidente        | Sérgio Monteiro de Camargo (PMDB) |
| Secretaria             |                                   |                        |                                   |
| 1.º Secretário         | Marcio Aparecido Pereira (PMDB)   | 1.º Secretário         | Dinah Zekcer (PTB)                |
| 2.º Secretário         | Sérgio Monteiro de Camargo (PMDB) | 2.º Secretário         | Israel Santana (PFL)              |
| 3.º Secretário         | Joaquim Henrique dos Santos (PTB) | 3.º Secretário         | Luiz Mansur (PPB)                 |

## Parlamentares
| Parlamentar | Parlamentar                 | Imagem                                           | Partido | Partido                                          | Votos | %     | Notas | Posição      |
| ----------- | --------------------------- | ------------------------------------------------ | ------- | ------------------------------------------------ | ----- | ----- | ----- | ------------ |
| 1.º         | Franco Masiero              |                                                  |         | Partido Trabalhista Brasileiro PTB               | 3.698 | 0,97% | [ 3 ] | Governo      |
| 2.ª         | Dinah Zekcer                |                                                  |         | Partido Trabalhista Brasileiro PTB               | 3.395 | 0,89% | [ 3 ] | Governo      |
| 3.º         | Astrogildo de Souza         |                                                  |         | Partido dos Trabalhadores PT                     | 3.110 | 0,82% | [ 3 ] | Governo      |
| 3.º         | Astrogildo de Souza         | Partido do Movimento Democrático Brasileiro PMDB |         |                                                  | 3.110 | 0,82% | [ 3 ] | Governo      |
| 4.ª         | Maria da Trindade           |                                                  |         | Partido Liberal PL                               | 2.878 | 0,76% | [ 3 ] | Independente |
| 4.ª         | Maria da Trindade           | Partido Democrático Trabalhista PDT              |         |                                                  | 2.878 | 0,76% | [ 3 ] | Independente |
| 5.º         | Luiz Mansur                 |                                                  |         | Partido Trabalhista Brasileiro PTB               | 2.673 | 0,70% | [ 3 ] | Governo      |
| 5.º         | Luiz Mansur                 | Partido Progressista Brasileiro PPB              |         |                                                  | 2.673 | 0,70% | [ 3 ] | Governo      |
| 6.º         | Luiz Zacarias               |                                                  |         | Partido Trabalhista Brasileiro PTB               | 2.563 | 0,67% | [ 3 ] | Governo      |
| 7.º         | João Avamileno              |                                                  |         | Partido dos Trabalhadores PT                     | 2.545 | 0,67% | [ 3 ] | Oposição     |
| 8.º         | Carlos Roberto Ferreira     |                                                  |         | Partido dos Trabalhadores PT                     | 2.436 | 0,64% | [ 3 ] | Governo      |
| 8.º         | Carlos Roberto Ferreira     | Partido do Movimento Democrático Brasileiro PMDB |         |                                                  | 2.436 | 0,64% | [ 3 ] | Governo      |
| 9.º         | Joaquim Henrique dos Santos |                                                  |         | Partido Trabalhista Brasileiro PTB               | 2.374 | 0,62% | [ 3 ] | Governo      |
| 10.º        | Antônio Hochereb            |                                                  |         | Partido Trabalhista Brasileiro PTB               | 2.064 | 0,54% | [ 3 ] | Governo      |
| 11.º        | João Rodrigues Nunes        |                                                  |         | Partido dos Trabalhadores PT                     | 2.047 | 0,54% | [ 3 ] | Independente |
| 11.º        | João Rodrigues Nunes        | Partido Democrático Trabalhista PDT              |         |                                                  | 2.047 | 0,54% | [ 3 ] | Independente |
| 12.ª        | Heleni Paiva                |                                                  |         | Partido dos Trabalhadores PT                     | 1.980 | 0,52% | [ 3 ] | Oposição     |
| 13.º        | Marcio Aparecido            |                                                  |         | Partido do Movimento Democrático Brasileiro PMDB | 1.886 | 0,50% | [ 3 ] | Independente |
| 13.º        | Marcio Aparecido            | Partido da Social Democracia Brasileira PSDB     |         |                                                  | 1.886 | 0,50% | [ 3 ] | Independente |
| 14.º        | Joaquim da Silva Boaventura |                                                  |         | Partido do Movimento Democrático Brasileiro PMDB | 1.772 | 0,47% | [ 3 ] | Independente |
| 14.º        | Joaquim da Silva Boaventura | Partido da Social Democracia Brasileira PSDB     |         |                                                  | 1.772 | 0,47% | [ 3 ] | Independente |
| 15.º        | Montorinho                  |                                                  |         | Partido dos Trabalhadores PT                     | 1.717 | 0,45% | [ 3 ] | Oposição     |
| 16.º        | Vanderlei Siraque           |                                                  |         | Partido dos Trabalhadores PT                     | 1.697 | 0,45% | [ 3 ] | Oposição     |
| 17.º        | Sérgio Monteiro de Carvalho |                                                  |         | Partido do Movimento Democrático Brasileiro PMDB | 1.689 | 0,44% | [ 3 ] | Governo      |
| 18.º        | Ivo Martim de Oliveira      |                                                  |         | Partido dos Trabalhadores PT                     | 1.677 | 0,44% | [ 3 ] | Oposição     |
| 19.º        | Osvaldo Vieira              |                                                  |         | Partido do Movimento Democrático Brasileiro PMDB | 1.609 | 0,42% | [ 3 ] | Governo      |
| 20.ª        | Marly Maria                 |                                                  |         | Partido da Social Democracia Brasileira PSDB     | 1.502 | 0,39% | [ 3 ] | Independente |
| 21.º        | Israel Nunes de Santana     |                                                  |         | Partido da Frente Liberal PFL                    | 1.046 | 0,27% | [ 3 ] | Independente |

## Comissões
| Comissões Permanentes                                     | 1993                           | 1993                         | 1993  |
| Comissões Permanentes                                     | Presidente                     | Membros                      | Ref.  |
| --------------------------------------------------------- | ------------------------------ | ---------------------------- | ----- |
| Comissão de Justiça e Redação                             | Maria da Trindade (PL)         | Heleni Paiva (PT)            | [ 4 ] |
| Comissão de Justiça e Redação                             | Maria da Trindade (PL)         | Antônio Hochereb (PTB)       | [ 4 ] |
| Comissão de Finanças e Orçamento                          | Luiz Zacarias (PTB)            | João Avamileno (PT)          | [ 4 ] |
| Comissão de Finanças e Orçamento                          | Luiz Zacarias (PTB)            | Osvaldo Vieira (PMDB)        | [ 4 ] |
| Comissão de Obras e Serviços Públicos                     | Israel Santana (PFL)           | Luiz Mansur (PTB)            | [ 4 ] |
| Comissão de Obras e Serviços Públicos                     | Israel Santana (PFL)           | Astrogildo de Souza (PT)     | [ 4 ] |
| Comissão de Higiene e Cultura                             | Marly Maria Cammarosano (PSDB) | João Rodrigues (PT)          | [ 4 ] |
| Comissão de Higiene e Cultura                             | Marly Maria Cammarosano (PSDB) | Antônio Hochereb (PTB)       | [ 4 ] |
| Comissões Permanentes                                     | 1994                           | 1994                         | 1994  |
| Comissões Permanentes                                     | Presidente                     | Membros                      | Ref.  |
| Comissão de Justiça e Redação                             | Antônio Hochereb (PTB)         | Maria da Trindade (PL)       | [ 5 ] |
| Comissão de Justiça e Redação                             | Antônio Hochereb (PTB)         | João Avamileno (PT)          | [ 5 ] |
| Comissão de Finanças e Orçamento                          | Ivo Martim (PT)                | João Rodrigues (PT)          | [ 5 ] |
| Comissão de Finanças e Orçamento                          | Ivo Martim (PT)                | Luiz Mansur (PTB)            | [ 5 ] |
| Comissão de Obras e Serviços Públicos                     | Osvaldo Vieira (PMDB)          | Luiz Zacarias (PTB)          | [ 5 ] |
| Comissão de Obras e Serviços Públicos                     | Osvaldo Vieira (PMDB)          | Carlos Roberto Ferreira (PT) | [ 5 ] |
| Comissão de Higiene e Cultura                             | Israel Santana (PFL)           | Vanderlei Siraque (PT)       | [ 5 ] |
| Comissão de Higiene e Cultura                             | Israel Santana (PFL)           | Luiz Zacarias (PTB)          | [ 5 ] |
| Comissões Permanentes                                     | 1995                           | 1995                         | 1995  |
| Comissões Permanentes                                     | Presidente                     | Membros                      | Ref.  |
| Comissão de Justiça e Redação                             | Osvaldo Vieira (PMDB)          | Heleni Paiva (PT)            | [ 6 ] |
| Comissão de Justiça e Redação                             | Osvaldo Vieira (PMDB)          | Franco Masiero (PTB)         | [ 6 ] |
| Comissão de Finanças e Orçamento                          | Maria da Trindade (PL)         | Ivo Martim (PT)              | [ 6 ] |
| Comissão de Finanças e Orçamento                          | Maria da Trindade (PL)         | Luiz Zacarias (PTB)          | [ 6 ] |
| Comissão de Obras e Serviços Públicos                     | Astrogildo de Souza (PT)       | Montorinho (PT)              | [ 6 ] |
| Comissão de Obras e Serviços Públicos                     | Astrogildo de Souza (PT)       | Antônio Hochereb (PTB)       | [ 6 ] |
| Comissão de Higiene e Cultura                             | Marly Maria Cammarosano (PSDB) | João Rodrigues (PT)          | [ 6 ] |
| Comissão de Higiene e Cultura                             | Marly Maria Cammarosano (PSDB) | Antônio Hochereb (PTB)       | [ 6 ] |
| Comissões Permanentes                                     | 1996                           | 1996                         | 1996  |
| Comissões Permanentes                                     | Presidente                     | Membros                      | Ref.  |
| Comissão de Justiça e Redação                             | Franco Masiero (PTB)           | Marcio Aparecido (PSDB)      | [ 7 ] |
| Comissão de Justiça e Redação                             | Franco Masiero (PTB)           | João Rodrigues (PDT)         | [ 7 ] |
| Comissão de Finanças e Orçamento                          | Osvaldo Vieira (PMDB)          | João Avamileno (PT)          | [ 7 ] |
| Comissão de Finanças e Orçamento                          | Osvaldo Vieira (PMDB)          | Luiz Zacarias (PTB)          | [ 7 ] |
| Comissão de Obras e Serviços Públicos                     | Marly Maria Cammarosano (PSDB) | Heleni Paiva (PT)            | [ 7 ] |
| Comissão de Obras e Serviços Públicos                     | Marly Maria Cammarosano (PSDB) | Astrogildo de Souza (PT)     | [ 7 ] |
| Comissão de Cultura, Saúde, Assistência Social e Ecologia | Maria da Trindade (PL)         | Luiz Zacarias (PTB)          | [ 7 ] |
| Comissão de Cultura, Saúde, Assistência Social e Ecologia | Maria da Trindade (PL)         | Vanderlei Siraque (PT)       | [ 7 ] |